# Western (Genre)
Der Western ist ein Genre, das vornehmlich in Literatur, Filmen und Comics Verbreitung gefunden hat, prinzipiell aber auch in allen weiteren kulturellen Ausdrucksformen vorkommen kann. So gibt es ihn, zwar seltener aber auch, als Hörspiel oder Theater (hier vor allem auf Freilichtbühnen wie in Bad Segeberg, da sich aufwendige Kulissen und Massenszenen mit Reitern auf Pferden auf herkömmlichen Bühnen nicht realisieren lassen, aber auch spezielle Stunt-Shows wären hier zu nennen).

## Definition
Eine klare und unumstrittene Definition des Genres kann es nicht geben (siehe hier). Das zeigt sich schon allein dadurch, dass die entsprechenden Wikipedia-Artikel über Western-Literatur (Genre, „das zumeist im „Wilden Westen“ der USA spielt.“), -Filme (Genre, „in dessen Mittelpunkt der zentrale US-amerikanische Mythos der Eroberung des (wilden) Westens der Vereinigten Staaten im neunzehnten Jahrhundert steht. [...] Wesentliche Merkmale sind Handlungsort und Zeit: der westliche Teil des nordamerikanischen Kontinents während seiner Besiedlung durch die von Osten kommenden Siedler.“) und -Comics (Comics, „die in Amerika zur Zeit spielen, als der westliche Teil des Kontinents von Mitte des 18. bis Ende des 19. Jahrhunderts von europäischen Einwanderern besiedelt wurde.“) unterschiedliche Einstiegssätze aufweisen, die sich zwar ähneln, aber eben nicht wirklich trennscharf sind.
Insbesondere im Bereich Film wird der Western von einigen Rezipienten auf die wenigen Jahrzehnte zwischen 1860 und 1890, zumindest für den „klassischen“ Western eingegrenzt. Im weiteren Sinne umfasst er aber die Zeit von Mitte des 18. bis Ende des 19. Jahrhunderts. Aber selbst darüber hinaus können Western-Werke zeitlich angesiedelt sein, wie bei den Sub-Genres Spät-Western, Endzeit- oder Zukunfts-Western, in denen western-typische Klischees, Stereotype, Motive und/oder Erzählweisen verwendet werden. Ebenso verhält es sich in Bezug auf den Ort der Handlung, der typischerweise das heutige Staatsgebiet der USA umfasst, aber es gibt durchaus Variationen: So ist zum Beispiel der Themenkomplex um Rinderzucht, Viehtrieb, Weideland ein zentrales Thema der Western-Mythologie, das sich aber leicht in den Kontext von Schafherden in Australien übertragen lässt (so zum Beispiel in Der endlose Horizont). Insofern ist eine Definition des Genres über Handlungsort und -zeit (wie im Artikel Western explizit genannt) zwar naheliegend, aber nicht eindeutig. Und auch umgekehrt wird kein Schuh d'raus: Obwohl zum Beispiel Die Abenteuer des Tom Sawyer zur fraglichen Zeit am fraglichen Ort spielt, so ist dieser Jugendbuchklassiker doch kein Western. Für eine Definition des Genres sind also Zeit und Ort der Handlung weder notwendige noch hinreichende Kriterien.

## Ursprung
Als Ursprung des Western-Genres werden meist die amerikanischen „Dime Novels“ (vergleichbar mit den deutschen „Groschenromanen“) genannt. Dabei wird vergessen, dass auch diese einen Ursprung haben: Sie gehen zurück auf die Geschichten, die zum Beispiel von Cowboys nach einem harten, anstrengenden, arbeitsreichen Tag am Lagerfeuer erzählt und weitererzählt wurden. Gemäß dem üblichen Prinzip solcher mündlichen Überlieferungen – wie auch heute noch bei den modernen Sagen – hatten die Geschichten oft einen wahren Kern, wurden natürlich auch mit dem Anspruch auf Wirklich- und Wahrhaftigkeit weiter gegeben, entfernten sich dabei aber schnell von jedweden Realitäten. Oder, wie Fuchs/Reitberger diese sogenannten „Tall Tales“ charakterisieren: „schamlose Aufschneidereien und grenzenlose Übertreibungen zur Heroisierung von Individuen, kräftiger Ausdruck von Mythenbildung.“
Die „Tall Tales“ sind also vergleichbar mit Jäger- oder Anglerlatein und wie bei diesen sind es bei den Ursprüngen der Western-Geschichten oft die Erzählenden selbst, die die Hauptakteure ihrer Geschichten sind. Einige davon besaßen ein besonderes Geschick, sich selbst und ihre vermeintlichen Abenteuer zu vermarkten, dadurch zu lebenden Legenden zu werden, deren Namen auch heute noch jedes Kind kennt. So war William F. Cody im wirklichen Leben ein eher durchschnittlicher Büffelschlächter und Scout, doch mit Hilfe des findigen Vielschreibers Ned Buntline, avancierte er zu Buffalo Bill, als der er sich selbst auch in Form einer Wild-West-Show (für die er unter anderem den alten Häuptling Sitting Bull engagierte) vermarktete. Mit seinem Wanderzirkus reiste er sogar durch Europa. Buffalo Bill ist so das schillerndste Beispiel dafür, dass der Western als Legende und Mythos bereits existierte, als seine (nonfiktionalen) Protagonisten noch lebten.

## Unterschiedliche Bedeutung für Amerikaner und Europäer
Während die Völker Europas und die von ihnen gebildeten Staaten auf eine Jahrtausendealte Geschichte zurückblicken können, ist die Geschichte der USA erst ein paar Jahrhunderte alt. Entsprechendes gilt daher für die identitätsstiftenden Sagen und Mythen auf beiden Kontinenten. Die Western-Mythen entstanden parallel zur historischen Geschichtsschreibung und oft genug wurde beides miteinander vermischt (siehe auch Unterabschnitt „Ursprung“). Dieser Umstand wird pointiert im berühmten Satz aus Der Mann, der Liberty Valance erschoss aufgegriffen, der da lautet: „When the legend becomes fact, print the legend!“ („Wenn die Legende zur Wahrheit wird, druck die Legende!“). Thomas Jeier zitiert den Satz in etwas abweichender Übersetzung („Wenn die Legende zur Wirklichkeit wird, drucken wir die Legende“) im Vorwort zu seinem Standardwerk Der Western-Film und stellt dazu fest „der vielleicht wichtigste Satz in einem Western und die Geschichte des Westernfilms in einem Satz.“
Hieraus ergibt sich, dass der Western für Amerikaner zum einen immer auch ein Stück „eigene Geschichte“ bedeutet (und damit Teil der eigenen Identität, mithin Teil des Selbstbilds), während Europäer ein distanzierteres Verhältnis dazu haben – für sie ist es einfach nur ein „Stück Unterhaltung“. Zum anderen lässt sich mit dem Genre jede Geschichte erzählen und so wurde der Western in Amerika nicht nur als (zuweilen verklärende) „Geschichtsschreibung“ genutzt, sondern spiegelte – zumindest in seiner Ausprägung als Film – oft genug aktuelle soziokulturelle Zustände und Entwicklungen wider, kommentierte oder kritisierte sie (letzteres oft besonders drastisch, da die Kritik des Aktuellen in der „Verkleidung“ des Vergangenen getarnt, weniger angreifbar war als es offene Kritik sein konnte). Thomas Jeier meint gar, dass der letztgenannte Aspekt der überwiegende sei (wobei er auch nur von Western-Filmen schreibt, nicht vom Genre als solches): Ein Abbild der Wirklichkeit sei der Western selten, gerade in den „wirklich schönen Filmen meilenweit von den tatsächlichen Ereignissen“ entfernt. Da die Produzenten und Regisseure eher auf politische und kulturelle Strömungen reagierten, sei der Western eher ein „Abbild einer Kultur und Gesellschaft“. In den folgenden Kapiteln seines Buches setzt er die Entwicklung des Western-Films, seine Strömungen und Spielarten denn auch folgerichtig immer wieder in Verbindung zur politischen und gesellschaftlichen Situation in den USA. Und es erklärt sich von selbst, dass zum Beispiel die europäischen Western-Comics höchstens mittelbar (durch den Rückgriff auf amerikanische Filme) diesen Aspekt des gesellschaftspolitischen Kommentars bestimmter Phasen der neueren US-Geschichte aufweisen.

## Typische und zentrale Motive
Themen der behandelten Handlungen sind die Eroberung des Kontinents (Indianerkriege), das Fortschreiten der europäisch geprägten Zivilisation, die Konsolidierung der Staatenbildung (Kolonisation und der Kampf um die Vorherrschaft auf dem Kontinent, Unabhängigkeits- und Sezessionskrieg) und die mit all dem zusammenhängenden Umstände (Eisenbahnbau, Weidekriege und weitere). Daraus resultieren konfliktbeladene, gegensätzliche Streitthemen, wie Weiße gegen Indianer, Viehzüchter gegen Farmer, Franzosen gegen Engländer, Gesetzesbrecher gegen Gesetzeshüter, Nordstaatler gegen Südstaatler. Schon der erste Western-Film, Der große Eisenbahnraub, enthält diese typische Konstellation in Form von den Bösen (Eisenbahnräubern) im Kampf gegen die Guten (Vertreter des Gesetzes) und die ersten Western-Comics unterscheiden sich kaum von diesem Muster.
Zwei zentrale Motive bestimmen das Genre: Zum einen die (Selbst-)Erfahrung an der Grenze, dem „Frontier Land“, beispielhaft in Der mit dem Wolf tanzt, in dem der Soldat John Dunbar nach einem missglückten und missverstandenen Selbstmordversuch während einer Schlacht im Bürgerkrieg die Armee verlässt, „um den Wilden Westen zu sehen, solange es ihn noch gibt“. Zum anderen die Erneuerung einer Gesellschaft durch Gewalt, die Wiederherstellung einer neuen, vitaleren und zivileren Ordnung, nachdem die alte Ordnung durch Gewalt zerstört wurde. Die vier Phasen der Geschichte der Eroberung des Westens – frühes Vordringen in die Wälder des Ostens während der englisch-französischen Besatzung mittels Pfadfindern und Indianer-Scouts, Landnahme des Westens durch Planwagen-Trecks und kleine Siedler, Übergang zur zivilisierten Gesellschaft und schließlich Beendigung der Entwicklung durch Eisenbahnbau, Indianerkriege und Bürgerkrieg – schlagen sich in den einzelnen Werken entsprechend nieder. Allen vier Phasen gemeinsam ist das Spannungsfeld zwischen dem Faustrecht einerseits und dem es ablösenden Prinzip des staatlichen Rechts als Grundlage einer zivilisierten Gesellschaft andererseits.
Eine besondere Rolle bei den visuellen Spielarten des Westerns, Film und Comic, kommt dabei der Landschaft zu, deren scheinbar unendliche Weite (Lucky Luke reitet nach jedem Abenteuer Richtung Westen, der untergehenden Sonne entgegen, ohne je irgendwo anzukommen) oft ein tragendes gestalterisches und/oder erzählerisches Element ist. Die Landschaft verkörpert gleichermaßen Freiheit und Bedrohung und wird laut Andreas C. Knigge in vielen Filmen in „nahezu lyrischen Bildern beschworen“. Er führt weiter aus, dass der Comic zwar nie ernsthaft mit der großen Leinwand konkurrieren könne, Giraud in seinem Blueberry aber erfolgreich nach Wegen gesucht habe, „die Raumauffassung des Kinos auf seine Seiten zu übertragen“.
Giraud benutzte immer häufiger die Totale, in der die Figuren nur noch am Bildrand oder in weiter Ferne zu sehen sind, bald geben nicht mehr die Bildformate das Panorama vor, sondern die Szenerie bestimmt die Größe der Bilder. Vegetation, Geröll, Felsen bestimmen die Atmosphäre und immer mehr auch die Dramaturgie. Landschaft wird zum Verbündeten oder Gegner, wenn sich zum Beispiel in einem Flusslauf Spuren verwischen lassen oder ein Canyon zur Falle wird. Im zwei Alben umfassenden Zyklus um eine im Apachen-Gebiet „vergessene“ Goldmine bestimmen bizarre Felsformationen, Höhlen und Schluchten „den Verlauf des Geschehens schließlich ganz, Raum und Handlung sind vollständig verschmolzen.“

## Aktueller Stand
Im Bereich der Literatur existiert der Western nur noch in Form trivialer Romanhefte. Im Film markiert Michael Ciminos finanzielles Desaster Heavens Gate (1980) das Ende des Westerns. Seither gibt es nur noch vereinzelte Western-Filme von Bedeutung wie Der mit dem Wolf tanzt oder Django Unchained (detailliertere Informationen zu Geschichte und aktuellem Stand des Western-Films siehe hier).
Dennoch ist das Genre nicht tot zu kriegen und erfreut sich beim Publikum anhaltender Beliebtheit. Es hat im Verlauf seiner Geschichte viele bemerkenswerte Klassiker hervorgebracht, die in TV-Wiederholungen (Film), Neuauflagen und -ausgaben (Literatur und Comic) auch heute noch ihr Publikum finden. Von vereinzelten Filmen abgesehen lebt das Genre heute vor allem in neuen Fortsetzungen älterer und neuen franco-belgischen Comic-Serien weiter. Als Beispiele seien hier nur Bouncer von François Boucq und Alexandro Jodorowsky, Sauvage von Félix Meynet und Yann oder jüngst Undertaker von Ralph Meyer und Xavier Dorison genannt.